# Pseudachorudina osextara
Pseudachorudina osextara är en urinsektsart som först beskrevs av John Tenison Salmon 1941.  Pseudachorudina osextara ingår i släktet Pseudachorudina och familjen Neanuridae. Inga underarter finns listade i Catalogue of Life.